# シーマ (Gダライアス)
シーマ (THIIMA) はタイトーのシューティングゲームのGダライアスに登場する敵対勢力の総称。

## 概要
THIIMA（シーマ）は人類よりも高度に進化した知性体とされ人間とは進化の過程が大きく違う異質な存在である。非人間型の知性体でハチのような社会集団知性を備え、個体知性は存在しない。機械技術を保有し極度に技術が進んでいるため、搭乗マシンとシーマの生体が融合しておりその区分はなされない。各個体のシーマは亜空間通信によって情報交換、意識共有を行い、広大な宇宙空間に活動範囲が拡大しても一個の社会集団知性として活動可能。シーマの思考原理は人類には理解不能であり、異次元技術を活用した科学文明に対し攻撃することから “極度に進んだ文明への監視者” との解釈も存在した。アムネリア宇宙王立軍はこの未知の侵略者を “死を司る者” THIIMA（シーマ）と呼ぶようになる。シーマはクラス分けされており、上から順にコマンダー（ボス戦艦）、キャプテン（中ボス戦艦）、ソルジャー（小型機）と呼ばれる。

## シーマ特有の機動兵器
ここではシーマに固有の（ベルサーが使用していない）兵器のうち主要なものを紹介する。
ソリドナイト
キャプチャーボールやαビームを完全に遮断する、金色の金属製の八面体の物体。一部のキャプテン（中ボス）が前方に侍らせ盾として使用したり、他のソルジャー（小型機、ザコ敵）と共に移動したりする。
なお、この兵器の素材である金属自体がソリドナイトと呼ばれ、多くのキャプテンや一部のソルジャーはソリドナイト装甲に覆われている。キャプテンのソリドナイト装甲を攻撃により排除しないかぎり、キャプチャーする事はできない。
アイファザー、アイファザープラス
コマンダーの多くが放出する、錐体状のソルジャー。出現後は自機に突撃してくるほか、アイファザープラスはフェザー弾（通常弾）を撃つ。
キャプチャーされると、自機前方に自機を庇う様に2機現れる。そのため敵の攻撃を凌いだり、対βビーム用などのαビームに転換したりするために利用する。
レフナイト
ラストボス戦で上位コマンダーがアイファザープラスと共に出現させる、虹色に輝く物体。αビーム以外では破壊不能。
キャプチャーすると自機の移動についてくる2機のレフナイトが現れ、これはβビームを含む殆どの攻撃を防ぎとめる。

## コマンダー
ECLIPSE EYE（エクリプス アイ）
- コードネーム - フシギウオ
- 艦種 - 早期警戒戦闘艦種
- 全長 - 154.5feet
- 出現ZONE - α
- 装備
  - AREA A - エクリプスミサイル
  - AREA B - 六方手裏剣
  - ビーム砲 - 額1

惑星アムネリアに侵攻したシーマの先鋒。戦闘力は高くないが、巨大カメラによる情報分析能力に長ける。
TRIPOD SARDINE（トライポッド サーディン）
- コードネーム - サンキャクイワシ
- 艦種 - 陸戦用機動戦艦種
- 全長 - 162.4feet
- 出現ZONE - β
- 装備
  - AREA C - ワイヤーレーザーガン、ビッグスパークボール
  - AREA D - ワイヤースプレイガン、ドローレーザー
  - βビーム砲 - 首根元1

3つの脚部で重力圏下の地表を移動可能。有線制御によるオールレンジ砲を装備。
QUEEN FOSSIL（クイーン フォスル）
- コードネーム - シーラカンス
- 艦種 - 超々級大型戦闘母艦種
- 全長 - 872.8feet
- 出現ZONE - γ
- 装備
  - AREA E - フェザー砲台、スプレイガン砲、マルチレーザー砲、背ビレブーメラン
  - AREA F - マジックハンド、機動砲台、粒子加速砲、ウロコ
  - βビーム砲 - 尾部1、左舷4、右舷4

最大の戦闘母艦。体内に多くの機動兵器を搭載し、全身に多数の対空砲を装備。
DUAL HORN（デュアル ホーン）
- コードネーム - ニシキエビ
- 艦種 - 攻殻型局地制圧艦種
- 全長 - 173.1feet
- 出現ZONE - δ
- 装備
  - AREA G ショートレーザー、エネルギー弾
  - AREA H - 反射ボール、エネルギー弾
  - βビーム砲 - 口1、尾部1

全身を強固な殻で覆い、大型艦種とは思えぬほどの機動力を持つ。巨大な角を活かした攻撃をする。
DIMENSION DIVER（ディメンション ダイバー）
- コードネーム - ギンザメ
- 艦種 - 次元跳躍型攻撃艦種
- 全長 - 214.2feet
- 出現ZONE - ε
- 装備
  - AREA I - エネルギー弾、ホーミングレーザー
  - AREA J -  ホーミングミサイル、ホーミングレーザー
  - βビーム砲 - 口1、額角部1

短時間での連続跳躍を可能とする亜空間航行ユニットを搭載する攻撃艦種。亜空間潜行により変則的な攻撃を行う。
ABSOLUTE DEFENDER（アブソリュート ディフェンダー）
- コードネーム - マツサカウオ
- 艦種 - 特殊光学膜装備艦種
- 全長 - 187.2feet
- 出現ZONE - ζ
- 装備
  - AREA K - イリュージョンレーザー
  - AREA L - ショートレーザー
  - βビーム砲 - 口1、額1

高出力エネルギーフィールドを展開しており、惑星破壊砲のビームすらはじき返す絶対的な防御力を誇る。攻撃力も高い。
FIRE FOSSIL（ファイヤー フォスル）
- コードネーム - シーラカンス改
- 艦種 - 超々級大型戦闘母艦種
- 全長 - 874.8feet
- 出現ZONE - η
- 装備
  - AREA M - フェザー砲台、スプレイガン砲、マルチレーザー砲、背ビレブーメラン、火炎放射器A
  - AREA N - マジックハンド、機動砲台、粒子加速砲、ウロコ、火炎放射器B、プロミネンス発生砲台
  - βビーム砲 - 角部1、左舷4、右舷4

クイーンフォスルとは姉妹艦。武装は格段に強化されている。巨大火炎放射器を装備。
DEATH WINGS（デス ウイング）
- コードネーム - オニイトマキエイ
- 艦種 - 広翼型局地制圧艦種
- 全長 - 216.1feet
- 出現ZONE - θ
- 装備
  - AREA O - フェザー弾、ホーミングミサイル
  - AREA P - フェザー弾、ホーミングミサイル、スプレイガン、ナパーム弾
  - βビーム砲 - 角2

巨大なエイを象った局地制圧艦種。全身に重火器を装備。
EIGHT FEET UMBRELLA（エイト フィート アンブレラ）
- コードネーム - メンダコ
- 艦種 - 拠点防衛用戦闘艦種
- 全長 - 208.8feet
- 出現ZONE - ι
- 装備
  - AREA Q - 火炎放射、リングレーザー
  - AREA R - サンダーレーザー、ホーミングミサイル
  - βビーム砲 - 足先8

身体が弾力性のある特殊合金で構成されており、身体を伸縮することが可能。足先のマルチ砲台から全方位かつ多彩な攻撃を行う。
ETERNAL TRIANGLE（エターナル トライアングル）
- コードネーム - ミツクリザメ
- 艦種 - 合体分離攻撃艦種
- 全長 - 220.1feet
- 出現ZONE - κ
- 装備
  - AREA T - ホーミングミサイル、ホーミングレーザー
  - AREA S - 固有装備無し
  - βビーム砲 - 眉間1、両胸ビレ2

身体を三つに分離させ、それぞれが攻撃ユニットとして機能する。各ユニットは磁力ビームによって連動し、連携攻撃を行う。
LIGHTNING CORONATUS（ライトニング コロナタス）
- コードネーム - ウィーディーシードラゴン
- 艦種 - 強襲型攻撃艦種
- 全長 - 198.9feet
- 出現ZONE - λ
- 装備
  - AREA U - 固有装備無し
  - AREA V - 固有装備無し
  - βビーム砲 - ツメ×2各1

衛星カズムン軌道上に出現する。亜空間より供給される高電圧エネルギーを身に纏い、雷光を周囲に放射する。
HEAVY ARMS SHELL（ヘビー アームズ シェル）
- コードネーム - オサガメ
- 艦種 - 重装甲拠点防衛艦種
- 全長 - 238.4feet
- 出現ZONE - μ
- 装備
  - AREA W - ナパーム弾
  - AREA X - ショートレーザー、ホーミングレーザー
  - βビーム砲 - マルチ砲台×2 各1

甲殻状の装甲に複数の砲が搭載された防衛艦種。強靭な防御力と強力な攻撃力をもってシーマ艦隊の最終防衛線を守る。
THE EMBRYON（ジ エンブリオン）
- コードネーム - クリオネ
- 艦種 - 自律進化型機動生命体生成ユニット
- 全長 - No Data
- 出現ZONE - ν
- 装備
  - βビーム砲 - アタックヘッド1、コア1

戦闘用のシーマを生み出す固体ユニット。自身も戦闘可能。宇宙に存在する危険な文明破壊のために生み出され、標的の完全破壊を遂げるまで機動生命体を生成し続ける。
ACCORDION HAZARD（アコーディオン ハザード）
- コードネーム - アノマロカリス
- 艦種 - 強襲型攻撃艦種
- 全長 - 213.7feet
- 出現ZONE - ξ
- 装備
  - AREA X' - ツインレーザー、機雷
  - AREA W' - ツインレーザー
  - βビーム砲 - ツメ×2各1

奇妙なエビの意を持つ攻撃艦種。全身に火器を装備し死角がない。機動力も高く、巨大な眼からワイドビームを照射する。
G.T.（ジー ティー）
- コードネーム - マッコウクジラ
- 艦種 - 大型戦闘指令艦種
- 全長 - 267.4feet
- 出現ZONE - ο
- 装備
  - AREA U' - ニュークリア砲
  - AREA V' - 次元砲
  - βビーム砲 - マルチ砲台×2各1

シーマの戦闘統制における中枢。巨大な身体に多数の砲台を備え、頭部には巨大砲を装備する。シーマ最強艦として立ちはだかる。

## その他の作品に登場したシーマ
シーマが敵勢力として登場したのはGダライアスのみであるが、シーマもまた滅びてはおらず、未だにダライアス星とそこに住む人間達を監視し続けていたのか、あるいはまた人間達の使った何らかの力、人類・ベルサー双方が使用している「バースト機関」を危険視して引きつけられて来たのか、『ダライアスバースト』のJゾーンエンディングにおいてその中枢であるジ・エンブリオンが戦いを終えたシルバーホーク達の前に再び姿を現している。
しかし、この時はレジェンドシルバーホークに搭乗していた人型AI端末のTi2が同様に亜空間ネットワークでつながる知性を持つ者としてシーマの下へ説得に向かい、その結果シーマと人類の交戦はどうにか回避される事となった（セカンドプロローグのSPモードではTi2が登場しないため、ジ・エンブリオンがしばらく対峙するも、やがて自らその場を去るという展開に変更されている）。
また、Gダライアスのοゾーンエンディングは撃沈されたシーマのG.Tの残骸を後のシリーズの敵勢力であるベルサー軍の宇宙船が回収して去るという結末になっており、この事から現在まで使われているベルサー軍の戦力と技術は全て元はシーマのものをベースにしていると言われている。
『バースト』から月日が流れた『ダライアスバースト クロニクルセイバーズ』のCSモードではダライアス軍とベルサー軍との戦闘に介入していることが明かされている。ベルサー軍の殲滅を優先しているものの、応戦するダライアス軍に対しても迎撃を仕掛けてきている。
作中のシーマ戦力としては、アジュールナイトメアと、その亜種であるクリムゾンナイトメアが登場する。